# 436 a. C.
El año 436 a. C. fue un año del calendario romano prejuliano. En el Imperio romano se conocía como el Año del Consulado de Craso y Cornelio (o menos frecuentemente, año 318 Ab urbe condita).

## Acontecimientos
- Atenas funda Anfípolis.
- Fidias construye su estatua de Atenea en madera, cubierta de oro y marfil. También esculpió la de Zeus de Olimpia en el estadio en el que se realizaban los Juegos Olímpicos.[1]

## Nacimientos
- Isócrates, orador griego.
- Artajerjes II, sah de Persia (fecha aproximada)